# Розегаферо
Розегаферо је насеље у Италији у округу Верона, региону Венето.
Према процени из 2011. у насељу је живело 1229 становника. Насеље се налази на надморској висини од 61 м.